# جبل هوك
جبل هوك، هو جبل يقع في جبال كاتسكيل في نيويورك جنوب والتون، نيويورك. يقع جبل روك ريفت في الجنوب الغربي، ويقع جبل فورك شرق جبل هوك.